# بلفيل (إلينوي)
بلفيل (بالإنجليزية: Belleville, Illinois)‏ هي مدينة تقع في الولايات المتحدة في إلينوي. يقدر عدد سكانها بـ 43,765 نسمة .

## التركيبة السكانية
حدّد مكتب تعداد الولايات المتحدة بيانات التركيبة السكانية لبلفيل في تعداد الولايات المتحدة. في ما يلي، التركيبة السكانية حسب تعدادي 2000 و2010.

### تعداد عام 2000
بلغ عدد سكان بلفيل 41,410 نسمة بحسب تعداد عام 2000، وبلغ عدد الأسر 17,603 أسرة وعدد العائلات 10,415 عائلة مقيمة في المدينة. في حين سجلت الكثافة السكانية 681 نسمة لكل كيلومتر مربع (1,763.8/ميل2). وبلغ عدد الوحدات السكنية 19,142 وحدة بمتوسط كثافة قدره 314.8 لكل كيلومتر مربع (815.3/ميل2).
وتوزع التركيب العرقي للمدينة بنسبة 81.51% من البيض و15.51% من الأمريكيين الأفارقة و0.26% من الأمريكيين الأصليين و0.81% من الأمريكيين ذوي الأصول الآسيوية و0.07% من سكان جزر المحيط الهادئ و0.41% من الأعراق الأخرى و1.43% من عرقين مختلطين أو أكثر و1.63% من الهسبانيون أو اللاتينيون من أي عرق.
بلغ عدد الأسر 17,603 أسرة كانت نسبة 30.7% منها لديها أطفال تحت سن الثامنة عشر تعيش معهم، وبلغت نسبة الأزواج القاطنين مع بعضهم البعض 42% من أصل المجموع الكلي للأسر، ونسبة 13.5% من الأسر كان لديها معيلات من الإناث دون وجود شريك،  بينما كانت نسبة 3.7% من الأسر لديها معيلون من الذكور دون وجود شريكة وكانت نسبة 40.8% من غير العائلات. تألفت نسبة 35.1% من أصل جميع الأسر من عدة أفراد يعيشون في نفس المنزل ونسبة 14% كانت تتألف من شخص يعيش بمفرده يبلغ من العمر 65 عاماً أو أكثر. وبلغ متوسط حجم الأسرة المعيشية 2.27، أما متوسط حجم العائلات فبلغ 2.95.
بلغ العمر الوسطي للسكان 37.2 عاماً. وكانت نسبة 23.3% من القاطنين تحت سن الثامنة عشر، وكانت نسبة 8.8% بين الثامنة عشر والرابعة والعشرين عاماً، ونسبة 29.5% كانت واقعةً في الفئة العمرية ما بين الخامسة والعشرين والرابعة والأربعين عاماً، ونسبة 19.6% كانت ما بين الخامسة والأربعين والرابعة والستين، ونسبة 15.3% كانت ضمن فئة الخامسة والستين عاماً فما فوق. يوجد لكل 100 أنثى 88.7 ذكر، ويوجد لكل 100 أنثى في الثامنة عشر من عمرها فما فوق 84.8 ذكر.
بلغ متوسط دخل الأسرة في المدينة 35,979 دولارًا، أما متوسط دخل العائلة فبلغ 46,426 دولارًا. وكان متوسط دخل الذكور 33,361 دولارًا مقابل 25,375 دولارًا للإناث. وسجل دخل الفرد الخاص بالمدينة 18,990 دولارًا. وكانت نسبة 9.3% من العائلات ونسبة 11.7% من السكان تحت خط الفقر، وكان من هؤلاء نسبة 16.8% تحت سن الثامنة عشر ونسبة 9.3% في الخامسة والستين من العمر وما فوق.

### تعداد عام 2010
بلغ عدد سكان بلفيل 44,478 نسمة بحسب تعداد عام 2010، وبلغ عدد الأسر 18,795 أسرة وعدد العائلات 11,081 عائلة مقيمة في المدينة. في حين سجلت الكثافة السكانية 731.4 نسمة لكل كيلومتر مربع (1,894.3/ميل2). وبلغ عدد الوحدات السكنية 21,099 وحدة بمتوسط كثافة قدره 347 لكل كيلومتر مربع (898.7/ميل2).
وتوزع التركيب العرقي للمدينة بنسبة 69.76% من البيض و25.44% من الأمريكيين الأفارقة و0.32% من الأمريكيين الأصليين و0.98% من الأمريكيين ذوي الأصول الآسيوية و0.07% من سكان جزر المحيط الهادئ و0.65% من الأعراق الأخرى و2.79% من عرقين مختلطين أو أكثر و2.61% من الهسبانيون أو اللاتينيون من أي عرق.
بلغ عدد الأسر 18,795 أسرة كانت نسبة 31% منها لديها أطفال تحت سن الثامنة عشر تعيش معهم، وبلغت نسبة الأزواج القاطنين مع بعضهم البعض 38% من أصل المجموع الكلي للأسر، ونسبة 16.4% من الأسر كان لديها معيلات من الإناث دون وجود شريك،  بينما كانت نسبة 4.6% من الأسر لديها معيلون من الذكور دون وجود شريكة وكانت نسبة 41% من غير العائلات. تألفت نسبة 34.4% من أصل جميع الأسر من عدة أفراد يعيشون في نفس المنزل ونسبة 10.7% كانت تتألف من شخص يعيش بمفرده يبلغ من العمر 65 عاماً أو أكثر. وبلغ متوسط حجم الأسرة المعيشية 2.30، أما متوسط حجم العائلات فبلغ 2.98.
بلغ العمر الوسطي للسكان 36.5 عاماً. وكانت نسبة 23.3% من القاطنين تحت سن الثامنة عشر، وكانت نسبة 9.3% بين الثامنة عشر والرابعة والعشرين عاماً، ونسبة 28.5% كانت واقعةً في الفئة العمرية ما بين الخامسة والعشرين والرابعة والأربعين عاماً، ونسبة 26% كانت ما بين الخامسة والأربعين والرابعة والستين، ونسبة 12.9% كانت ضمن فئة الخامسة والستين عاماً فما فوق. وتوزع التركيب الجنسي للسكان بنسبة 47.5% ذكور و52.5% إناث.

## المدن التوأمة
مدينة بادربورن هي مدينة توأمة لـبلفيل (إلينوي).

## أعلام
- جون جانسين
- بادي إبسن
- كالفين د. جونسون
- جون بي. هاي
- دتش هوفمان
- جيس دويل
- داريوس مايلز
- جون كارل بويشلر
- ساندرا ماجنوس
- غوستاف كورنر
- لي ديلاريا